# Anplagghed al cinema
Anplagghed al cinema è un film del 2006 diretto da Arturo Brachetti e Rinaldo Gaspari, tratto dallo spettacolo teatrale Anplagghed di Aldo, Giovanni e Giacomo con Silvana Fallisi e uscito in Italia il 24 novembre 2006.
La registrazione è avvenuta al PalaPanini di Modena nell'aprile 2006. Lo spettacolo è stato ripreso da 16 telecamere digitali per quattro repliche.

## Trama
Viene messo in scena lo spettacolo Anplagghed: tre astronauti e un robot sbarcano su un pianeta di alieni (gli spettatori) e illustrano loro la vita sulla terra con numerose gag.

## Distribuzione
Viene distribuito nelle sale cinematografiche italiane a partire dal 24 novembre 2006 in 600 copie.

## Accoglienza

### Incassi
Il film ha incassato 6 574 553 euro posizionandosi al 25º posto nella classifica dei maggior incassi italiani per la stagione 2006-2007.

## Curiosità
- Le riprese dello sketch della partita di poker vennero fatte con il pubblico presente, ma l'avvio del ciak richiese tempo. La regia sbagliò la proiezione dell'immagine che fa da sfondo, inoltre Aldo, Giovanni e Giacomo scoppiavano continuamente a ridere alla battuta "chip" pronunciata da Giacomo.